# Линдмайер, Рудольф
Рудольф Линдмайер (нем. Rudolf Lindmayer; 24 февраля 1882 — 1957) — австрийский борец греко-римского стиля, призёр внеочередных Олимпийских игр.

## Биография
На Летних Олимпийских играх 1906 года в Афинах боролся в весовой категории до 85 килограммов (средний вес)
О регламенте соревнований по борьбе на этих играх известно немного. Соревнования велись по правилам греко-римской борьбы, без ограничения по времени схватки; трое борцов, вышедших в финал, разыгрывали между собой медали в своих весовых категориях. Победители своих категорий разыгрывали между собой абсолютное первенство. Борьбу за медали в среднем весе вели 14 спортсменов. Рудольф Линдмайер выиграл первые две встречи (у грека Менелаоса Кароцириса и Франца Золара), в полуфинале проиграл победителю Вернеру Векману и в финале победил Роберта Беренса, став серебряным призёром.
Также в ходе игр принимал участие в соревнованиях по перетягиванию каната в составе австрийской сборной и занял четвёртое место.
Представлял венскую «Аустрию», в 1901 году стал чемпионом Австрии в лёгком весе.
Умер в 1957 году.